# Gemena
Gemena é uma cidade da República Democrática do Congo, capital da província de Ubangui do Sul. Segundo estimativa para 2010, tem 132.971 habitantes.